# Codemasters
A Codemasters é uma desenvolvedora de jogos eletrônicos sediada em Warwickshire, no Reino Unido. Especializada no desenvolvimento de jogos de corrida, é mais conhecida por desenvolver os títulos da série de jogos oficiais da Fórmula 1 desde 2010.

## História
Fundada em 1985 por Richard e David Darling (pracistas antigos da editora britânica Mastertronic, que, em 1985, conjecturavam cerca de 50% de participação nas ações pertencentes à empresa - recém formada, em tal faixa), a Codemasters adveio da venda de suas ações sobre a Mastertronic, em março de 1986, e, mais tarde, em outubro do mesmo ano, do suporte estabelecido por seu pai. Previamente, a expansão exercida para a Mastertronic, auferida no início da década de 1980, se mostra presente, em seu prefácio, na inscrição de anúncios em conglomerados publicitários. A Popular Computing Weekly, procurada pelos irmãos, exibiu uma amostra de meia-página sobre a busca.
Títulos lançados sob a marca, alicerçados em custos 'acessíveis', tais como Space Walk, BMX Racers, Jungle Story, Orbitron, Sub Hunt e Pigs In Space, assinalaram uma ascensão da popularização dos irmãos. The Last V8, primeiro projeto automobilístico comercializado enquanto contratados da Mastertronic, conciliando-se com o gênero principal de jogos que, posteriormente, seriam produzidos e/ou distribuídos pela Codemasters, não agradou alguns críticos, uma vez que, havendo a circunscrita visão superior do objeto controlado, o manuseamento do veículo concentrava-se em uma coluna horizontal, semelhante a um painel de direção, inserido na porção inferior da tela.
Desde a instalação da Codemasters, o padrão adotado para com o desenvolvimento de novos ficheiros era resoluto, segundo David Darling:
| “ | O processo de desenvolvimento foi o mesmo para nós porque não nos importávamos com o preço do jogo - se fosse um jogo de esqui, então queríamos fazer o melhor jogo de esqui, e se fosse um jogo de rally, o mesmo se aplicava. | ” |

A Codemasters teve um grande êxito no mercado do ZX Spectrum graças a seus jogos de ação. Um exemplo desses jogos é Dizzy, cujo êxito fez com que Dizzy se tornasse a mascote oficial do sistema.
A medida que o mercado 8 bits diminuía, a empresa se viu forçada a desenvolver títulos para consoles de 8 e 16 bits, conquistando sucessos como a série de jogos Micro Machines e Pete Sampras Tennis no Sega Mega Drive.
Em maio de 2012 anunciou que fará somente jogos do gênero de corrida, em função de jogos de outros gêneros não estarem sendo bem recebidos pela crítica..
A Codemasters adquiriu o estúdio Slightly Mad Studios, estúdio situado em Londres responsável pelo desenvolvimento da franquia de simulação de corrida Project CARS em novembro de 2019.
No dia 14 de dezembro de 2020, a Electronic Arts anunciou a compra da Codemasters por US$ 1,2 bilhões.
Em 2023, passou a ser responsável pelo desenvolvimento de EA Sports WRC, jogo oficial do Campeonato Mundial de Rally da FIA. No entanto, cerca de dois anos depois, em abril de 2025, a Codemasters anunciou que faria uma pausa na produção de jogos de rally e que concluiu o suporte ao EA Sports WRC.

## Jogos
A Codemasters atualmente produz jogos para as principais plataformas, entre suas principais franquias e jogos estão:
- Archlord
- Série Colin McRae Rally:
  - Colin McRae: Dirt
  - Colin McRae: Dirt 2
  - DiRT 3
  - Dirt 4
  - Dirt Rally
  - DiRT: Showdown
  - Dirt Rally 2.0
- Série Formula 1:
  - F1 2009
  - F1 2010
  - F1 2011
  - F1 2012
  - F1 Race Stars
  - F1 2013
  - F1 2014
  - F1 2015
  - F1 2016
  - F1 2017
  - F1 2018
  - F1 2019
  - F1 2020
  - F1 2021
  - F1 22
  - F1 23
  - F1 24
  - F1 25
- Série Operation Flashpoint:
  - Operation Flashpoint: Cold War Crisis
  - Operation Flashpoint: Dragon Rising
  - Operation Flashpoint: Red River
- Série Overlord:
  - Overlord
  - Overlord II
  - Overlord: Dark Legend
  - Overlord: Minions
  - Overlord: Raising Hell
- Pete Sampras Tennis
- Prisoner of War
- Série Project CARS:
  - Project CARS
  - Project CARS 2
- Rafa Nadal Tennis
- Rising Force Online
- The Lord of the Rings Online
- The Ultimate Stuntman
- Série Race Driver:
- Jarrett and Labonte Stock Car Racing
  - Race Driver: Grid
  - Grid 2
  - Race Driver: Create and Race (Também chamado de V8 Supercars 3: Create and Race)
  - TOCA Race Driver
  - TOCA Race Driver 2 (Lançado para o PSP como Race Driver 2006)
  - TOCA Race Driver 3
  - TOCA Touring Car Championship
  - TOCA 2 Touring Cars
  - TOCA World Touring Cars
- Worms 4: Mayhem

## Studios
- Codemasters Southam, primeiro estúdio e sede da companhia.
- Sega Racing Studio, adquirido da SEGA.
- Codemasters Birmingham, adquirido da Swordfish Studios em novembro de 2008[9]. Desenvolveu F1 2010 e F1 2011. Localizada em Tricorn House, Edgbaston.
- Codemasters Studio Sdn Bhd em Kuala Lumpur, Malásia, fundado em setembro de 2006 em uma parceria entre a Codemasters e a Vision New Media Sdn Bhd. O primeiro jogo com contribuição do estúdio foi Race Driver: Grid.
- Slightly Mad Studios, estúdio desenvolvedor da franquia Project CARS, adquirida pela Codemasters em novembro de 2019.